# Jaime de Borbón (1908–1975)

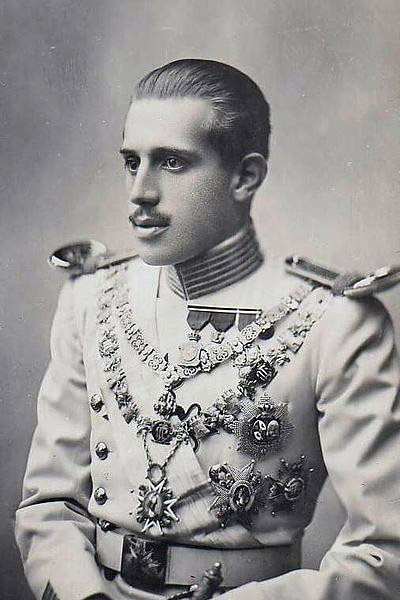
Infante Jaime de Borbón (1908–1975)

Jaime Enrique de Borbón y Battenberg, vollständiger Name Jaime Leopoldo Isabelino Enrique Alejandro Alberto Alfonso Víctor Acacio Pedro Pablo María de Borbón y Battenberg (* 23. Juni 1908 in Segovia, Spanien; † 20. März 1975 in St. Gallen, Schweiz), war Herzog von Segovia, später Herzog von Anjou und Segovia, und trat zeitweilig als Thronprätendent von Spanien (1949–1969) und Frankreich (1957–1975) in Erscheinung.

## Leben
Jaime war der zweite Sohn des spanischen Königs Alfons XIII. (1886–1941) und seiner Frau Prinzessin Victoria Eugénie von Battenberg (1887–1969), Tochter des Prinzen Heinrich Moritz von Battenberg und der Prinzessin Beatrice von Großbritannien und Irland. Seine Großeltern väterlicherseits waren König Alfons XII. und dessen zweite Frau Erzherzogin Maria Christina von Österreich.
Am 4. März 1935 heiratete Jaime in Rom die französische Prinzessin Victoire Jeanne Joséphine Pierre Marie Emmanuelle de Dampierre (1913–2012), Tochter von Roger de Dampierre (1892–1975), 2. Herzog de San Lorenzo und seiner Gattin Prinzessin Vittoria Ruspoli (1892–1982). Aus der Ehe gingen zwei Söhne hervor:
- Alfons Jaime Marcelino Manuel Víctor María (1936–1989), Herzog von Anjou und Cádiz

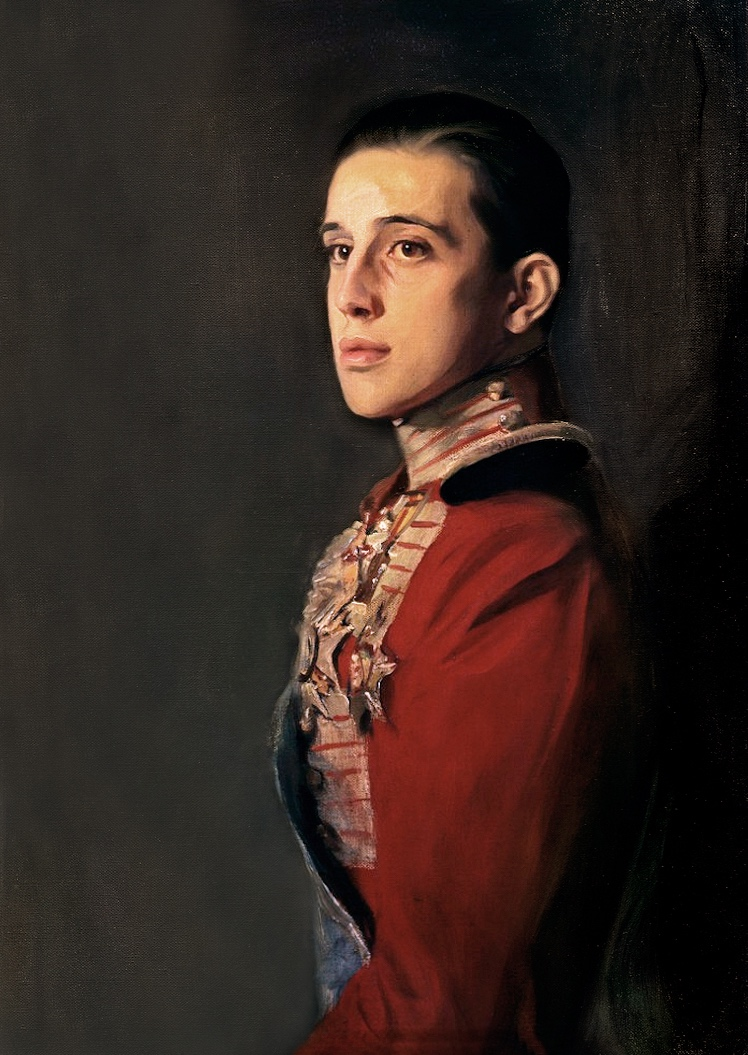
Jaime, Herzog von Anjou und Segovia (Porträt von Philip Alexius de László, 1927)

⚭ 1972–1982, annulliert 1986 Doña Maria del Carmen Martinez-Bordiu y Franco (* 1950), eine Enkelin des spanischen Diktators Francisco Franco
- Gonzalo Víctor Alfonso José Bonifacio Antonio María y Todos los Santos (1937–2000), Herzog von Aquitanien

⚭ 1983–1983 Doña María del Carmen Harto y Montealegre (* 1947)
⚭ 1984–1989 Doña María de las Mercedes Licer y García (* 1963)
⚭ 1992–2000 Doña Emanuela María Pratolongo (* 1960)
Die Ehe mit Prinzessin Emanuela wurde 1947 in Bukarest geschieden; jedoch blieb die Ehe in den Augen der römisch-katholischen Kirche und bei den französischen Legitimisten bestehen. Am 3. August 1949 heiratete Jaime in Innsbruck die ostpreußische Sängerin Charlotte Auguste Luise Tiedemann (1919–1979), in zweiter Ehe.

Familienwappen des spanischen Königshauses Borbón

Don Jaime war von Geburt an taub. Damals war ein tauber König auf Spaniens Thron undenkbar; 1933 gab er eine Verzichtserklärung auf die spanische Thronfolge durch die Überredung des Thronrates und bekam den Titel eines Herzogs von Segovia. 1941 proklamierten die Legitimisten ihn als rechtmäßigen Erben auf den Thron von Frankreich sowie zum Oberhaupt der französischen Linie des Hauses Bourbon. Ab 1957 trat er als Titularkönig von Frankreich auf und unterzeichnete alle Dokumente mit Jacques II. Henri.
Am 6. Dezember 1949 nahm er seinen Verzicht auf den spanischen Thron zurück. 1964 nahm er den Titel eines Herzogs von Madrid an und wurde von den Karlisten als Gegenprätendent zu Prinz Franz Xavier von Bourbon-Parma, Herzog von Molina, angesehen. Überredet von seinem älteren Sohn Alfons Jaime, verzichtete Don Jaime am 19. Juli 1969 endgültig auf die spanische Krone zugunsten seines Neffen, des späteren spanischen Königs Juan Carlos I.
Don Jaime starb am 20. März 1975 in St. Gallen und wurde in der Basilika Saint-Denis bestattet; 1985 wurde sein Leichnam zum Real Sitio de San Lorenzo de El Escorial überführt, wo er derzeit im Pudridero des Pantheon der Infanten ruht. Es handelt sich dabei um einen öffentlich nicht zugänglichen Raum, in dem die Leichname zunächst verwesen können, ehe sie nach etwa fünfzig Jahren ihren endgültigen Platz im Pantheon der Infanten erhalten.

## Titel in verschiedenen Lebensphasen
- 1908–1975 Infant von Spanien
- 1921–1975 Ritter vom Goldenen Vlies
- 1933–1975 Herzog von Segovia
- 1941–1975 Herzog von Anjou (Prätendent auf den französischen Thron als Jacques II. Henri)
- 1964–1975 Herzog von Madrid (Prätendent auf den spanischen Thron als Jaime I)